# Кірк Гемметт
Керк Лі Гемет, інша транслітерація імені Кірк Лі Хемметт (англ. Kirk Lee Hammett; нар. 18 листопада 1962, Сан-Франциско, Каліфорнія, США) — американський музикант, соло-гітарист метал-гурту Metallica з 1983 року. До приходу в Metallica він був співзасновником треш-метал-гурту Exodus у 1979 році. У 2003 році Гемметт разом з колегою по гурту Джеймсом Гетфілдом посів 23 місце у списку найкращих гітаристів усіх часів за версією журналу Rolling Stone. Він також посів 15 місце у книзі Джоела Макайвера «100 найкращих метал-гітаристів» у 2009 році.

## Ранні роки
Народився 18 листопада 1962 року в Сан Франциско, і виріс у містечку Ель-Собранте. Він є сином Теофіли «Чефели» (уродженої Ояо) та Денніса Л. Гемметта (моряка торгового флоту). Його мати має філіппінське походження, а батько – англійське, німецьке, шотландське та ірландське. Він відвідував середню школу Де Анза в Ричмонді, де дружив з Лесом Клейпулом, лідером гурту Primus.
Кірк має добре відому пристрасть до фільмів жахів, яка тягнеться з кінця 1960-х років. Після того, як у п'ятирічному віці він розтягнув руку в бійці з сестрою, батьки посадили його перед телевізором. Саме тоді він вперше подивився «День триффідів». Після цього Гемметт захопився фігурками Франкенштейна свого брата і почав витрачати гроші на молоко на журнали жахів. Протягом більшої частини наступного десятиліття Гемметт занурився у світ жахів.
Гемметт почав цікавитися музикою після прослуховування великої колекції платівок свого брата Ріка, яка включала Джимі Гендрікса, Led Zeppelin та UFO. Він почав продавати свої журнали жахів, щоб купити музичні записи, що привело його до того, що у віці 15 років він почав грати на гітарі. Першою гітарою Гемметта була (за його власними словами) «абсолютно негламурна» модель з каталогу Montgomery Ward, до якої додавалася коробка з-під взуття (з чотиридюймовим динаміком) для підсилювача. Після придбання Fender Stratocaster 1978 року Кірк намагався налаштувати свій звук за допомогою різних гітарних деталей, перш ніж врешті-решт придбав Gibson Flying V 1974 року.

## Кар'єра

### Exodus (1979–1983)
Музичні інтереси Гемметта врешті-решт привели його до молодого на той час жанру треш-метал. У 1979 році у віці шістнадцяти років він заснував гурт Exodus разом з вокалістом Полом Бейлоффом, гітаристом Тімом Аґнелло, басистом Джеффом Ендрюсом і барабанщиком Томом Гантінґом. Кірк назвав Exodus на честь однойменного роману Леона Юріса і зіграв на демо-альбомі гурту 1982 року, а також на наступному альбомі Die By His Hand 1983 року. Exodus був впливовим гуртом на Бей-Еріа треш-метал-сцені. Під час перебування у складі Exodus Гемметт брав уроки у Джо Сатріані, який на той час жив у Берклі.

### Metallica (1983–дотепер)
У 1983 році Metallica вирушила на східне узбережжя, щоб записати свій дебютний альбом Kill 'Em All. Через зловживання алкоголем та схильність до насильства гітариста Дейва Мастейна його звільнили невдовзі після приїзду гурту, і він згодом створив гурт Megadeth. Гемметт отримав телефонний дзвінок від Metallica 1 квітня і вилетів до Нью-Йорка на прослуховування 11 квітня, того ж дня, коли звільнили Мастейна.
|                  | Першою піснею, яку ми зіграли, була «Seek & Destroy», і Кірк виконав це соло, і це було схоже на те, що ... все буде добре! |
| — Джеймс Гетфілд | |

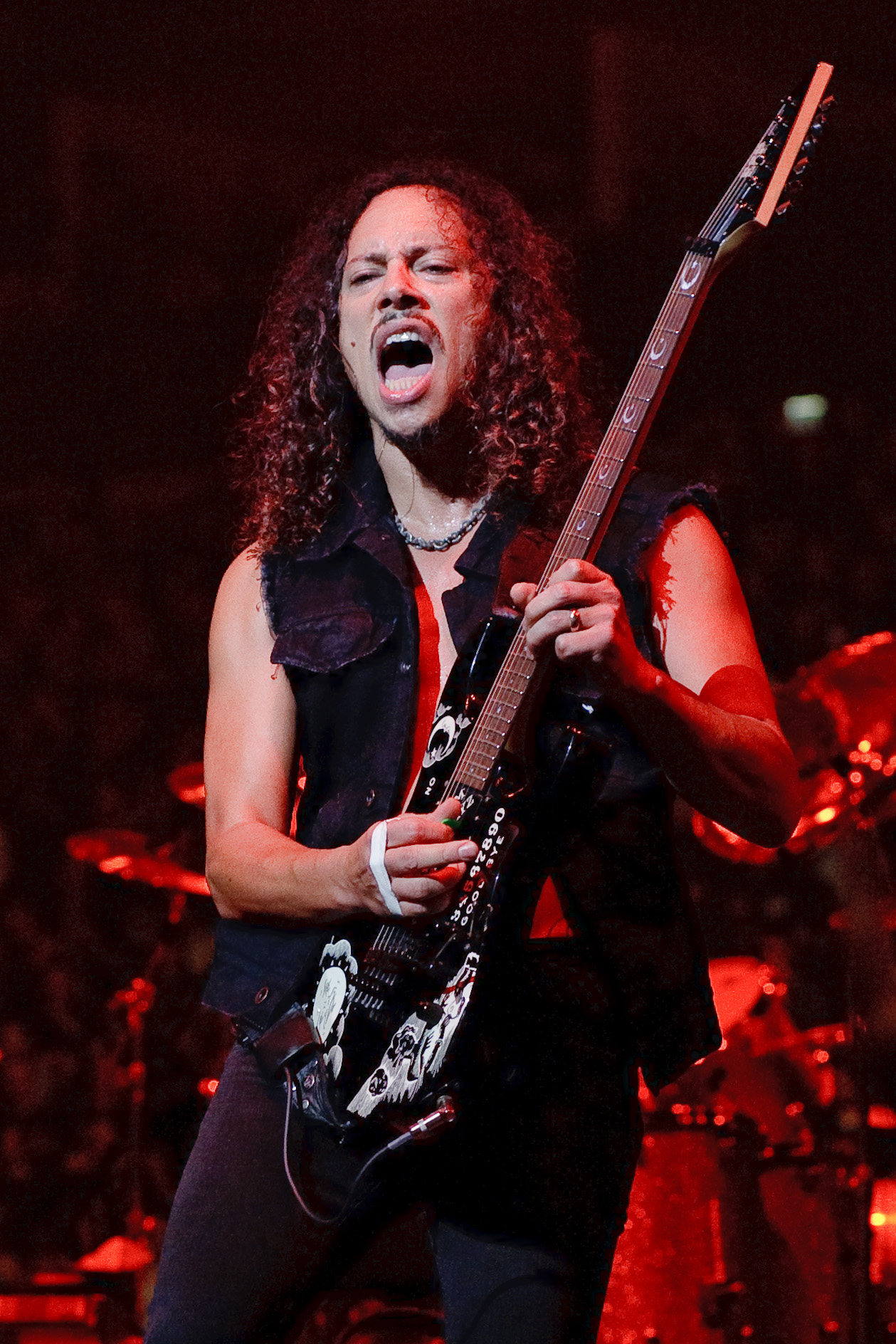
Гемметт у 2008

Гемметт написав низку рифів для Metallica, починаючи з Ride the Lightning. Один з його рифів був використаний у пісні «Enter Sandman», яка стала однією з найпопулярніших пісень Metallica. Це був перший трек і перший сингл з Metallica, і він посів 399 місце у списку 500 найкращих пісень усіх часів за версією журналу «Rolling Stone». Бридж для «Creeping Death» спочатку був рифом однієї з пісень Exodus, який Кірк взяв з собою в Metallica.

У 1986 році під час європейської частини туру на підтримку Master of Puppets у гурту виникла суперечка щодо розміщення спальних місць у гастрольному автобусі. Результат суперечки вирішив картковий розіграш, який виграв Кліфф Бертон, вибравши піковий туз. Після завершення гри Бертон подивився на Гемметта і сказав: «Я хочу твою койку», на що Гемметт погодився, заявивши, що в будь-якому випадку йому буде краще спати в передній частині автобуса. Рано вранці наступного дня гастрольний автобус гурту з'їхав з дороги і перекинувся у Швеції. Бертона викинуло через вікно автобуса, який впав на нього і згодом вбив його. Кірк в одному з інтерв'ю заявив, що одного разу подумав, що на його місці легко міг загинути він сам, оскільки Бертон спав на тому місці, яке вважалося спальним місцем Гемметта: 
«Ви знаєте, до цього дня я просто думаю, що це міг бути я, а міг і не я, але ... ця думка ніколи не покидала мене до цього дня.»
Між закінченням гастролей (і просуванням) Metallica і початком гастролей на підтримку Load він навчався в Університеті штату Каліфорнія в Сан-Франциско, зосередившись на вивченні кіно та азіатських мистецтв. Приблизно в цей час Гемметт пройшов через «блюзовий період», який мав певний вплив на альбоми Load і Reload. Він також почав слухати багато джазової музики. Гемметт описував цей період свого життя як «велику освіту», тому що він зміг виявити, звідки всі його власні рок-впливи отримали свої гітарні партії. Однак, незважаючи на те, що джазова музика мала глибокий вплив на його навички імпровізації та соло, Кірк відчував, що заглибився в цей жанр занадто глибоко. Після Death Magnetic він повернувся до того, щоб бути «в першу чергу» метал-гітаристом, але деякі впливи джазу і блюзу все ще залишаються. Гемметт хотів записати гітарні соло на альбомі St. Anger, але барабанщик Ларс Ульріх і продюсер Боб Рок вважали, що соло не звучать правильно в піснях.
«Ми намагалися накласти гітарні соло, але постійно стикалися з цією проблемою. Це дійсно звучало як запізніла думка.»
Запис St. Anger був зупинений у 2001 році, щоб фронтмен Metallica Джеймс Гетфілд міг пройти реабілітацію від зловживання алкоголем. Через напруженість всередині гурту (яка була добре задокументована в документальному фільмі «Metallica: Some Kind of Monster») в той час Гемметт висловив зацікавленість у роботі над сольним альбомом. За словами Кірка, якщо він коли-небудь працюватиме над сольним альбомом, то це не буде «надважкий» хеві-метал, і, можливо, в ньому візьмуть участь деякі класичні музиканти. Коли його запитали про його враження від запису St. Anger, Гемметт відповів:
«Чесно кажучи, я був готовий почати працювати над сольним альбомом. У мене була купа музики, над якою я сидів. Я збирався попросити Ларса зіграти на барабанах.»

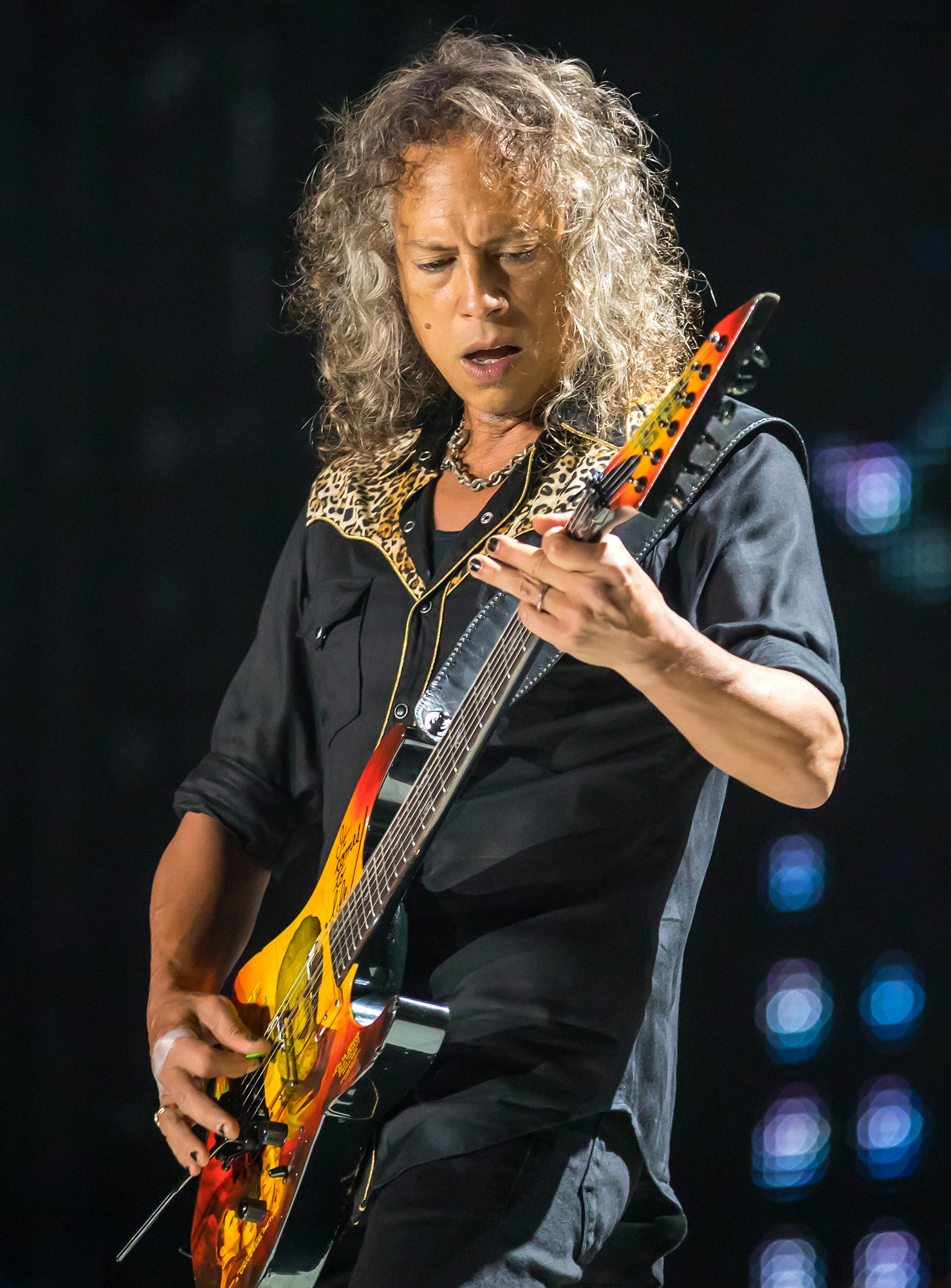
Гемметт у 2017

4 квітня 2009 року Гемметт разом з учасниками гурту Metallica Ларсом Ульріхом, Джеймсом Гетфілдом і Робертом Трухільйо, а також колишніми учасниками гурту Джейсоном Ньюстедом і покійним Кліффом Бертоном були введені до зали слави рок-н-ролу. У 2009 році Кірк написав передмову до книги британського автора Джоела Макайвера «Жити - значить померти: життя і смерть Кліффа Бертона з Metallica» (англ. To Live Is to Die: The Life and Death of Metallica's Cliff Burton).

У квітні 2015 року Гемметт зізнався, що втратив свій телефон, який містив 250 нових «ідей» для майбутнього студійного релізу Metallica. Інцидент стався приблизно за півроку до зізнання (приблизно в листопаді 2014 року). Телефон не мав резервної копії, і Гемметт може згадати лише вісім з 250 «ідей», які у нього були. З цього приводу він сказав:
«Для мене музика приходить у будь-який час доби. Коли я отримую риф, іноді це повний риф, і я можу просто зіграти його і все, іноді це половина рифу, і мені доводиться його підлаштовувати. Іноді це просто ритм або підбір нот. А іноді це просто щось, що я наспівую в голові. Але це може прийти звідки завгодно, і я завантажую це на свій телефон, і переконуюся, що на телефоні є довбана резервна копія.»
У 2016 році Гемметт написав передмову до книги Ґрега Прато «Німецька металева машина: Scorpions у 70-х» (англ. German Metal Machine: Scorpions in the '70s).
8 лютого 2022 року було оголошено, що Гемметт випустить мініальбом під назвою Portals. Заявлена як натхненна «класичною музикою, саундтреками, фільмами жахів і, можливо, трохи Енніо Морріконе» робота стала його сольним дебютом і була випущена 23 квітня 2022 року.

## Особисте життя
Гемметт був одружений двічі. Його перший шлюб з Ребеккою тривав три роки і закінчився в 1990 році, під час запису Metallica. Зі своєю другою дружиною Лані Гемметт одружений з 1998 року. У них двоє синів, Енджел (народився 29 вересня 2006 року) і Вінченцо (народився 28 червня 2008 року). Він проживає в Сономі та на Гаваях.
Окрім гри на гітарі та колекціонування пам'ятних речей з фільмів жахів, Гемметт захоплюється читанням коміксів і серфінгом.

### Зловживання наркотиками
У якийсь момент свого життя Гемметт витратив «багато грошей» на наркотики. Сам Кірк казав, що вживав наркотики, бо думав, що це буде весело. Під час туру «Damaged Justice» він мав кокаїнову залежність. Згодом позбувся цієї залежності, оскільки кокаїн викликав у нього депресію, але під час ери Load знову повернувся до нього. Однією з причин, чому Гемметт витрачав багато грошей на комікси, було те, що він вважав їх більш приємною і здоровою альтернативою наркотикам. Він також кілька разів курив героїн, але не «любив його».

### Політика та екологія
Хоча інші учасники гурту Metallica не говорять публічно про свої політичні погляди, Гемметт висловив свою незгоду із заявами колишнього президента США Дональда Трампа. В інтерв'ю журналу Billboard у грудні 2016 року Гемметт сказав, що він «тільки й чекав, щоб вступити з ним у особисту війну в Твіттері». У тому ж інтерв'ю Кірк підкреслив важливість боротьби з глобальним потеплінням, яке Трамп назвав містифікацією.

## Техніка гри
Гемметт відомий тим, що постійно заклеює скотчем ділянки своєї правої руки, щоб захистити шкіру від саден через використання техніки приглушення звуку долонею та швидкого перебору протягом тривалих турових циклів.

## Дискографія

### Death Angel
- Kill as One (демо) (продюсування)

### Headbanged
- Metal Militia (демо)

### Exodus
- 1982 Demo (1982)
- Die by His Hand (1983, демо)
- Tempo of the Damned (2004, авторство над «Impaler»)
- Blood In, Blood Out (2014, гітарне соло на «Salt the Wound»)

### Metallica
- Kill 'Em All (1983)
- Ride the Lightning (1984)
- Master of Puppets (1986)
- ...And Justice for All (1988)
- Metallica (1991)
- Load (1996)
- ReLoad (1997)
- St. Anger (2003)
- Death Magnetic (2008)
- Hardwired... to Self-Destruct (2016)
- 72 Seasons (2023)

### Сольна робота
- Portals (2022)